# Eva Piquer
Eva Piquer Vinent (Barcelona, 30 de mayo de 1969) es una escritora y periodista catalana. Edita y dirige el magazín cultural Catorze. 

## Obras

### En solitario
- 1996 La chica del tiempo
- 1997 Qué piensa Mikimoto?
- 1999 Alicia en el país de la televisión
- 2002 Una victòria diferent
- 2003 No sóc obsessiva, no sóc obsessiva, no sóc obsessiva: Dèries, plaers i addiccions d'una lectora desacomplexada
- 2004 Els fantasmes no saben nedar (versión bilingüe catalán-español)
- 2005 Supermare treballadora i altres estafes
- 2010 La feina o la vida
- 2012 — Petita historia de Barcelona
- 2014 — Catorze de cara al 2014
- 2018 — Evasiones. Con ilustraciones de Eva Armisén.
- 2021 – Como antes de todo. Con ilustraciones de Eva Armisén.
- 2023 - Aterratge

### Colectivas
- 1998 Zel
- 2000 Por
- 2001 Domèstics salvatges
- 2003 Tancat per vacances (con Sebastià Alzamora, Lluis Calvo, Miquel de Palol, Gemma Lienas, Andreu Martín, Isabel Olesti, Maria Mercè Roca, Care Santos y Lluís Maria Todó)

## Premios
- 1996 Premio Barco de Vapor por La noia del temps
- 1999 Premio Ciutat d'Olot-Marià Vayreda por Alícia al país de la televisió
- 2002 Premio Josep Pla por Una victòria diferent
- 2006 Premio Atlántida a la mejor articulista en lengua catalana.